# فرودگاه صحرایی مونته پلاتا باتلی خوان سانچز
فرودگاه صحرایی مونته پلاتا باتلی خوان سانچز (به انگلیسی: Monte Plata Batley Juan Sanchez Field) یک فرودگاه است که یک باند فرود آسفالت دارد و طول باند آن ۲۵۵ متر است. این فرودگاه در کشور جمهوری دومینیکن قرار دارد و در ارتفاع ۴۳۴ متری از سطح دریا واقع شده‌است.